# Rodrigo Escobar
Rodrigo Escobar y Restrepo ( 1935 - 2009) fue un botánico colombiano, y destacado especialista en orquídeas.

## Algunas publicaciones

### Libros
- Escobar, Rodrigo. 1991. Orquídeas Nativas de Colombia. Ed Colina, Medellín. 6 vols.
- -----------, Jorge Mario Múnera. 1994. Native Colombian Orchids: Maxillaria-Ponthieva. Volumen 3 de Native Colombian Orchids. 616 pp. Ed. Colina. ISBN 958-638-042-4
- Carlyle A. Luer, Rodrigo Escobar, Fritz Hamer, stig Dalström. 1994. Thesaurus dracularum: eine Monographie der Gattung Dracula, Volumen 3. 78 pp. Ed. Missouri Botanical Garden. ISBN 0-915279-28-2
- Carlyle A. Luer, Rodrigo Escobar. 1996. Systematics of Restrepia (Orchidaceae). Volumen 13 de Icones Pleurothallidinarum. 168 pp. Ed. Missouri Botanical Garden. ISBN 0-915279-39-8
- Calaway H. Dodson, Rodrigo Escobar. 2004. Native Ecuadorian orchids, Volumen 1. Native Ecuadorian Orchids. Ed. Colina. ISBN 958-638-099-8

- La abreviatura «R.Escobar» se emplea para indicar a Rodrigo Escobar como autoridad en la descripción y clasificación científica de los vegetales.[2]